# Romatschachen
Romatschachen ist eine Ortschaft und eine Katastralgemeinde in der Gemeinde Pischelsdorf am Kulm im Bezirk Weiz in der Steiermark. Die Ortschaft hat 459 Einwohner (Stand 1. Jänner 2024).
Die Rotte befindet sich nördlich von Pischelsdorf auf 420 m ü. A. Die zweizeilige Dorfanlage ist sekundär entstanden. Der Gründungshof wird zuerst auf vier und im 15. Jahrhundert auf acht Höfe aufgeteilt. Bei der Aufteilung auf acht Höfe wurde die zweite Straßenzeile angelegt. Im 18. Jahrhundert wurden weitere Höfe abgespalten. Zur Ortschaft Romatschachen gehören auch die Streusiedlungen Hollerberg und Romatschachberg.